# Sven Jacobsson
Sven Jacobsson (ur. 17 kwietnia 1914 w Masthuggs, zm. 9 lipca 1983 w Carl Johans) – szwedzki piłkarz, grający na pozycji pomocnika.

## Kariera klubowa
Całą karierę piłkarską Sven Jacobsson występował w GAIS. Z GAIS zdobył Puchar Szwecji w 1942. W 1942 z 22 bramkami był królem strzelców Allsvenskan. Ogółem w latach 1934–1951 rozegrał w barwach GAIS 280 spotkań, w których zdobył 80 bramek.
| Sezon   | Klub | Kraj    | Rozgrywki   | Mecze | Bramki |
| ------- | ---- | ------- | ----------- | ----- | ------ |
| 1934/35 | GAIS | Szwecja | Allsvenskan | 4     | 0      |
| 1935/36 | GAIS | Szwecja | Allsvenskan | 15    | 1      |
| 1936/37 | GAIS | Szwecja | Allsvenskan | 22    | 2      |
| 1937/38 | GAIS | Szwecja | Allsvenskan | 22    | 1      |
| 1938/39 | GAIS | Szwecja | Division 2  | 18    | 7      |
| 1939/40 | GAIS | Szwecja | Division 2  | 15    | 13     |
| 1940/41 | GAIS | Szwecja | Division 2  | 17    | 21     |
| 1941/42 | GAIS | Szwecja | Allsvenskan | 23    | 22     |
| 1942/43 | GAIS | Szwecja | Allsvenskan | 22    | 13     |
| 1943/44 | GAIS | Szwecja | Allsvenskan | 20    | 3      |
| 1944/45 | GAIS | Szwecja | Allsvenskan | 14    | 3      |
| 1945/46 | GAIS | Szwecja | Allsvenskan | 21    | 0      |
| 1946/47 | GAIS | Szwecja | Allsvenskan | 19    | 0      |
| 1947/48 | GAIS | Szwecja | Allsvenskan | 22    | 0      |
| 1948/49 | GAIS | Szwecja | Allsvenskan | 22    | 0      |
| 1949/50 | GAIS | Szwecja | Allsvenskan | 5     | 0      |
| 1950/51 | GAIS | Szwecja | Allsvenskan | 3     | 0      |

## Kariera reprezentacyjna
W reprezentacji Szwecji Jacobsson zadebiutował 23 czerwca 1937 w przegranym 1-3 towarzyskim meczu z Polską.
W 1938 József Nagy, ówczesny selekcjoner reprezentacji Szwecji powołał Jacobssona na mistrzostwa świata. Na mundialu we Francji wystąpił w meczach z Kubą i Węgrami.
Ostatni raz w reprezentacji wystąpił 24 sierpnia 1947 w wygranym 7-0 meczu Pucharu Nordyckiego z Finlandią. W latach 1937–1947 wystąpił w reprezentacji w 7 meczach, w których zdobył bramkę.
| Mecze i gole w reprezentacji | Mecze i gole w reprezentacji | Mecze i gole w reprezentacji | Mecze i gole w reprezentacji | Mecze i gole w reprezentacji | Mecze i gole w reprezentacji | Mecze i gole w reprezentacji |
| #                            | Data                         | Miasto                       | Przeciwnik                   | Gol                          | Wynik                        |                              |
| ---------------------------- | ---------------------------- | ---------------------------- | ---------------------------- | ---------------------------- | ---------------------------- | ---------------------------- |
| 1.                           | 23.06.1937                   | Warszawa                     | Polska                       |                              | 1:3                          | towarzyski                   |
| 2.                           | 27.06.1937                   | Bukareszt                    | Rumunia                      |                              | 2:2                          | towarzyski                   |
| 3.                           | 12.06.1938                   | Antibes                      | Kuba                         |                              | 8:0                          | Mistrzostwa Świata           |
| 4.                           | 16.06.1938                   | Paryż                        | Węgry                        |                              | 1:5                          | Mistrzostwa Świata           |
| 5.                           | 11.06.1939                   | Karlstadt                    | Litwa                        |                              | 7:0                          | towarzyski                   |
| 6.                           | 14.09.1941                   | Solna                        | Dania                        | Gol                          | 2:2                          | towarzyski                   |
| 7.                           | 24.08.1947                   | Borås                        | Finlandia                    |                              | 7:0                          | Puchar Nordycki              |